# ليوسيزيو سامي
ليوسيزيو سامي (بالبرتغالية: Leocísio Júlio Sami‏) (مواليد 18 ديسمبر 1988 في بيساو) هو لاعب كرة قدم غيني بيساوي محترف، يلعب لصالح النادي التركي بلدية آكهيسار سبور معارًا من بورتو.

## روابط خارجية
- ليوسيزيو سامي على موقع thefinalball.com66890
- قالب:ForaDeJogo
- قالب:TFF player
- ليوسيزيو سامي على موقع الاتحاد الدولي (مؤرشف)  (الإنجليزية)
- ليوسيزيو سامي على موقع اتحاد تركيا (لاعب) (الإنجليزية)
- ليوسيزيو سامي على موقع قاعدة بيانات كرة القدم.إي يو (الإنجليزية)
- ليوسيزيو سامي على موقع ناشيونال فوتبول تيمز (الإنجليزية)
- ليوسيزيو سامي على موقع Soccerway.com (الإنجليزية)
- ليوسيزيو سامي على موقع عالم كرة القدم.نت (الإنجليزية)
- ليوسيزيو سامي على موقع AS.com (الإسبانية)